# Malabo Kings Football Club
Maillots
Actualités
Dernière mise à jour : 25 juillet 2022.
Le Malabo Kings FC est un club de football féminin équato-guinéen basé à Malabo, fondé en 2018 et évoluant dans le championnat de Guinée équatoriale.

## Histoire
Créée en 2018 trois semaines avant le début du championnat par le propriétaire du club masculin Futuro Kings FC (en), l'équipe remporte le doublé coupe-championnat dès sa première saison.
Le club représente la Guinée équatoriale lors de la première édition du tournoi qualificatif de l'UNIFFAC et bat le FCF Amani en finale, ce qui les qualifie pour la Ligue des champions africaine.

## Palmarès du club
| Compétitions nationales | Compétitions internationales                         |
| - Championnat de Guinée équatoriale (3) : - Champion : 2018-2019, 2020-2021, 2021-2022 - Coupe de Guinée équatoriale (2) : - Champion : 2019, 2022 et 2023 - Finaliste : 2021 - Coupe TNO (1) : - Champion : 2021 | - Tournoi zonal de l'UNIFFAC (1) : - Champion : 2021 |